# Pholidoscelis pluvianotatus
Pholidoscelis pluvianotatus (монтсерратська амейва) — вид ящірок родини теїдових (Teiidae). Ендемік Монтсеррату.

## Поширення і екологія
Монтсерратські амейви є ендеміками острова Монтсеррат в архіпелазі Малих Антильських островів. Вони живуть в тропічних лісах, на луках і пляжах.

## Збереження
МСОП класифікує стан збереження цього виду як близький до загрозливого. Pholidoscelis pluvianotatus загрожує знищення природного середовища та можливе виверження вулкану Суфрієр-Гіллз.